# 南箕輪村
南箕輪村（日语：／ Minamiminowa mura */?）是長野縣南部上伊那郡的一村。現任町長為唐木一直。